# Guy Borthwick Moore
Guy Borthwick Moore (ur. 28 maja 1895, zm. 7 kwietnia 1918) – kanadyjski as lotnictwa Royal Flying Corps z 10 potwierdzonymi  zwycięstwami w I wojnie światowej.

## Życiorys
Guy Borthwick Moore urodził się w Mattawie, Ontario, Kanada. W latach 1913–1916 studiował na University of British Columbia. Był wiślarzem i zawodnikiem uniwersyteckiej drużyny rugby.
Po służbie w Irish Fusiliers of Canada w 1916 roku został przeniesiony do Royal Flying Corps w grudniu 1916 roku. Po ukończeniu treningu pilotażu w Anglii w sierpniu 1917 roku zpstał przydzielony do jednostki No. 1 Squadron RAF. W jednostce służył do 17 sierpnia 1917 roku.
Pierwsze zwycięstwo powietrzne odniósł 2 października 1917 roku nad  niemieckim samolotem DFW C w okolicach Comines, wspólnie z Herbertem Jamesem Hamiltonem wówczas z No. 20 Squadron RAF. 9 października odniósł swoje piąte zwycięstwo powietrzne nad samolotem Albatros D.V w okolicach Gheluwe.
Ostatnie dziesiąte zwycięstwo odniósł 26 marca 1918 roku w okolicach Bazentin. 7 kwietnia w czasie lotu bojowego pilotowany przez niego samolot S.E. 5a został bezpośrednio trafiony ogniem artylerii przeciwlotniczej w okolicach Hollebeke. Samolot Moore’a został trafiony w zbiornik paliwa i eksplodował w powietrzu. Pilot zginął na miejscu. Został pochowany na cmentarzu wojennym w Arras – Faubourg d’Amiens British Cemetery, The Arras Mémorial And The Flying Services Mémorial.